# SF Site
SF Site este o revistă online de science fiction editată de Rodger Turner. Fondată în 1996 de editorul John O'Neill, are sediul în Canada, dar are colaboratori din întreaga lume. Publică recenzii despre cărți, filme și televiziune science fiction și prezintă interviuri cu autori și fragmente de ficțiune.
Printre colaboratorii notabili se numără Steven H Silver, Richard Lupoff, Rick Norwood, Victoria Strauss, Mark London Williams și Rick Klaw.
Este și gazdă web pentru operele unor autori notabili de science fiction și fantasy ca Guy Gavriel Kay și Charles de Lint sau pentru reviste ca Fantasy and Science Fiction. Are un forum de discuții despre science fiction și un RSS feed. În 2002, a câștigat Premiul Locus pentru cel mai bun webzine science fiction.
În decembrie 2013, SF Site a suspendat producția de actualizări obișnuite de două ori pe lună, din cauza scăderii veniturilor din publicitate.

## Legături externe
- Site web oficial

## Vezi și
- 1996 în științifico-fantastic
- FantLab